# Boloria meinhardi
Boloria meinhardi är en fjärilsart som beskrevs av Leo Andrejewitsch Sheljuzhko 1929. Boloria meinhardi ingår i släktet Boloria och familjen praktfjärilar. Inga underarter finns listade i Catalogue of Life.